# گیادا براگاتو
گیادا براگاتو (انگلیسی: Giada Bragato؛ زادهٔ ۱۴ ژوئیهٔ ۱۹۹۹) قایقران کانو زن اهل مجارستان است.
وی در مسابقات کشوری و بین‌المللی در مجموع برندهٔ ۱ مدال طلا، ۱ مدال نقره، ۴ مدال برنز شده‌است.